# 송교항
송교항은 경기도 화성시 서신면 송교리에 위치한 어항이다. 2004년 2월 6일 화성시에서 어촌정주어항으로 지정하였다. 시설관리자는 화성시장이다.

## 어항 연혁
- 예전에는 어항시설을 갖추어지지 않아 인근 어항을 이용하였으나, 1997년 물양장 및 어장진입로를 축조, 운영함으로써 어항으로의 면모를 보였고 이어서 2004년도 2월에 어촌정주어항으로 지정되었다.

## 어항 구역
본 항의 어항구역은 다음과 같다.
- 선착장 입구에서 남동방향으로 400m 나간 점에서 남서방향으로 2,600m 이 점에서 북서방향으로 900m 이점에서 북동방향으로 육지와 연결한 선을 따라 형성된 공유수면(2,165,000m2)

## 어항 시설
- 물량장 1,453m

## 주요 어종
- 바지락, 꽃게, 낙지, 주꾸미, 망둑어, 노래미 등

## 주변 관광
- 송교항은 제부도에 가는 길목인 42번 도로상인 제부도에서 동쪽으로 약 2km 떨어진 곳에 위치하며, 바지락, 동죽을 비롯한 어패류가 많이 생산되어 수산업이 비교적 활성화되어 있으며 최근 가족단위 관광객이 점차 증가추세를 보이고 인근 제부도 유원지와 전곡항 국제보트쇼 개최에 따라 관광명소로 부각되고 있다.